# Тјомкиншки рејон
Тјомкиншки рејон (рус. Тёмкинский район) административно-територијална је јединица другог нивоа и општински рејон у источном делу Смоленске области, у европском делу Руске Федерације.
Административни центар рејона налази се у истоименом селу Тјомкино у којем живи око 40% популације рејона. Према проценама националне статистичке службе, на подручју рејона је 2014. живело 6.070 становника или у просеку 5,23 ст/км².

## Географија
Тјомкиншки рејон обухвата територију површине 1.324,25 км² и на 21. је месту по површини међу рејонима Смоленске области. На северу се граничи са Гагаринским рејоном, на западу са Вјаземским, односно са Угранским рејоном на југозападу. На југоистоку и истоку су рејони Калушке области, док је на североистоку Московска област.
Највећим делом територије рејона доминира равничарски рељеф који се благо уздиже у смеру севера и североистока ка Гжатско-протвинском побрђу (микроцелина Смоленског побрђа) где се налази и највиша тачка рејона која лежи на надморској висини од 275 метара. Идући ка југу благо заталасано подручје прелази у пространу низију уз долину реке Угре (лева притока Оке и део басена реке Волге), карактеристичну по бројним мочварним подручјима. Надморске висине у јужном делу рејона крећу се између 150 и 160 метара. Поред Угре, значајнији водоток је и његова притока Ворја.
Доминирају углавном подзоласта тла са доста ниским уделом хумуса. Под шумама је око 45% површина. На крајњем југу рејона налази се заштићено природно добро „Тјомкиншки резерват природе“ основан 1975. године..

## Историја
Рејон је успостављен 1929. на територији некадашњег Јухновског и Гжатског округа Смоленске губерније и Мединског округа Калушке губерније. Распуштен је 1963. када је његова територија присаједињена Гжатском рејону, да би поново био успостављен 1972. године, и од тада се налази у садашњим границама.

## Демографија и административна подела
Према подацима пописа становништва из 2010. на територији рејона је живело укупно 6.348 становника, а око 40% популације је живело у административном центру. Према процени из 2014. у рејону је живело 6.070 становника, или у просеку 5,23 ст/км², што сврстава овај рејон у изразито ретко насељена општинска подручја Смоленске области.
| 1959. | 1979. | 1989. | 2002. | 2010. | 2014.  |
| ----- | ----- | ----- | ----- | ----- | ------ |
| ---   | 9.800 | 8.160 | 6.916 | 6.348 | 6.070* |

Напомена: према процени националне статистичке службе.
На територији рејона постоји укупно 139 сеоских насељених места подељених на 10 сеоских општинских подручја. Административни центар рејона је село Тјомкино.

## Привреда и саобраћај
Најважнији извор прихода је пољопривредна производња, односно говедарство и узгој кромпира.
Најважнији саобраћајни правац који пролази преко територије рејона је железница Вјазма—Калуга.